# 达什卡桑寺庙

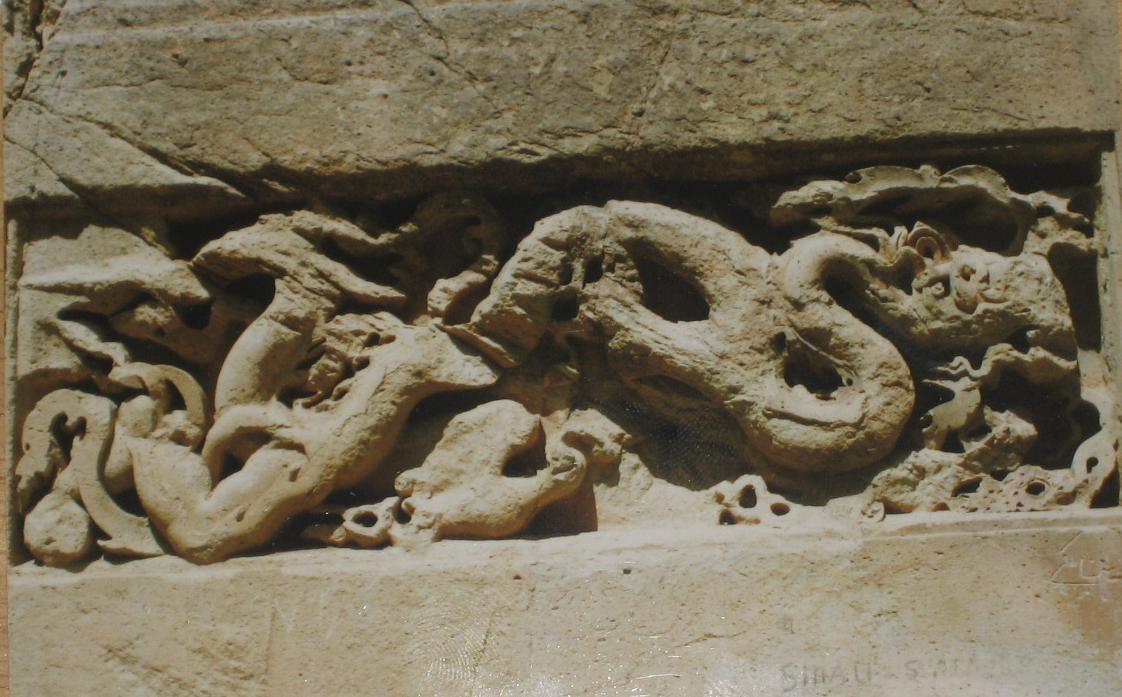
遗迹中雕刻的龙

达什卡桑寺庙（波斯語：‎）也称龙寺（波斯語：‎）是位于伊朗赞詹省的一座佛教寺庙遗迹，距最近的城市苏丹尼耶东南约15公里。该遗迹建于14世纪伊儿汗国时期，由完者都下令建造。该处寺庙的艺术特点混合了伊斯兰艺术及中国、蒙古的艺术风格。遗迹中有两块石雕中国龙，据推测很可能由中国工匠雕刻。

## 名称
“达什卡桑”在突厥语中意为“石匠”，比较阿塞拜疆语‎。曾被当地民众称作“法尔哈德之屋”（波斯語：‎，羅馬化：uṭāq-i farhād），即法尔哈德给席琳凿出的岩窟。所在地的村庄名为维阿尔（波斯語：‎，羅馬化：Viār），也被认为是来自梵语vihāra（毗诃罗），即“佛寺、精舍”之意。该处山谷在蒙古语中被称为Qonqor Olong（即“黄棕色的草地”之意），在《史集》中有提到。

## 图册

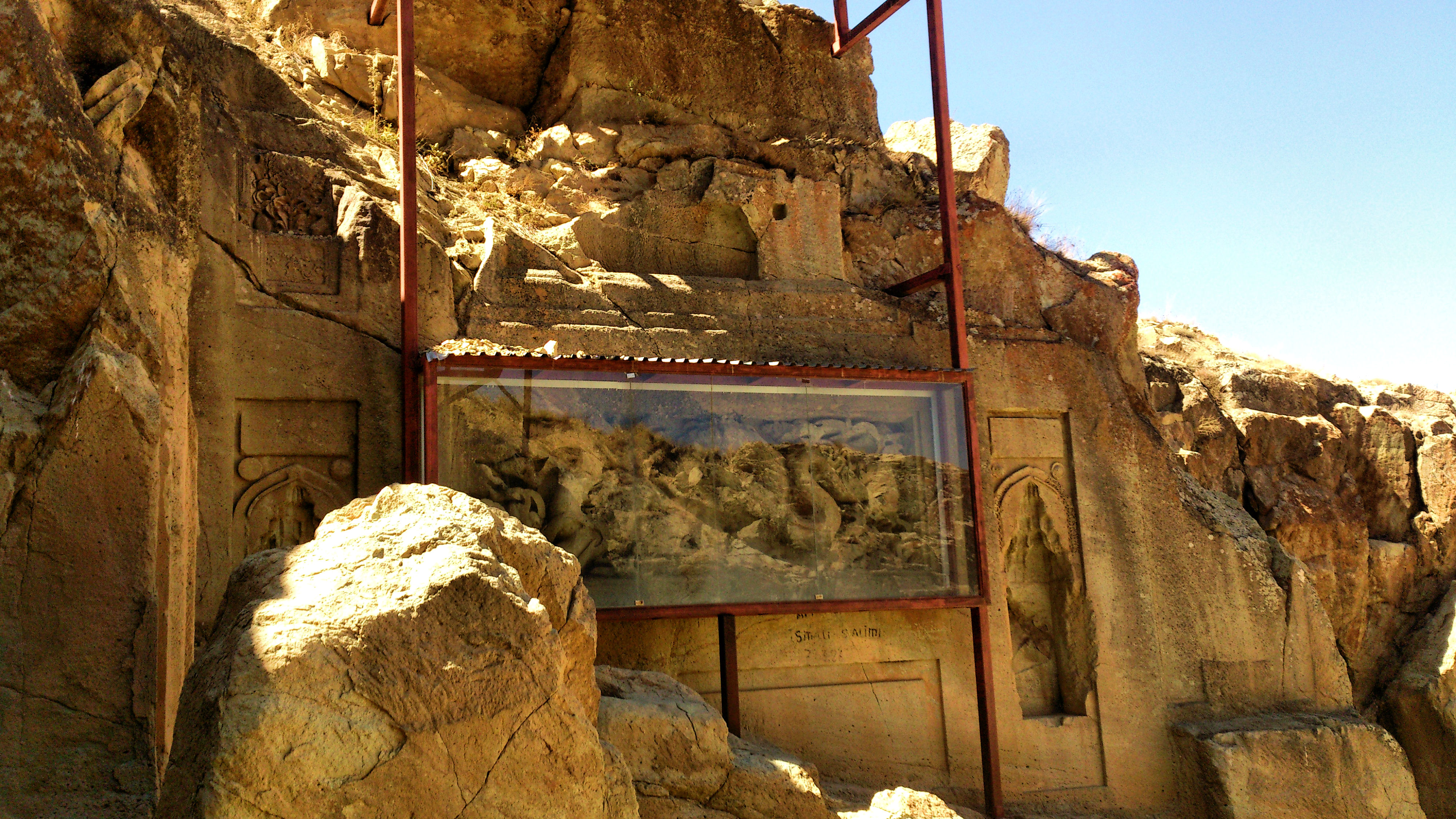
遗迹南面，两个米哈拉布之间有中国龙
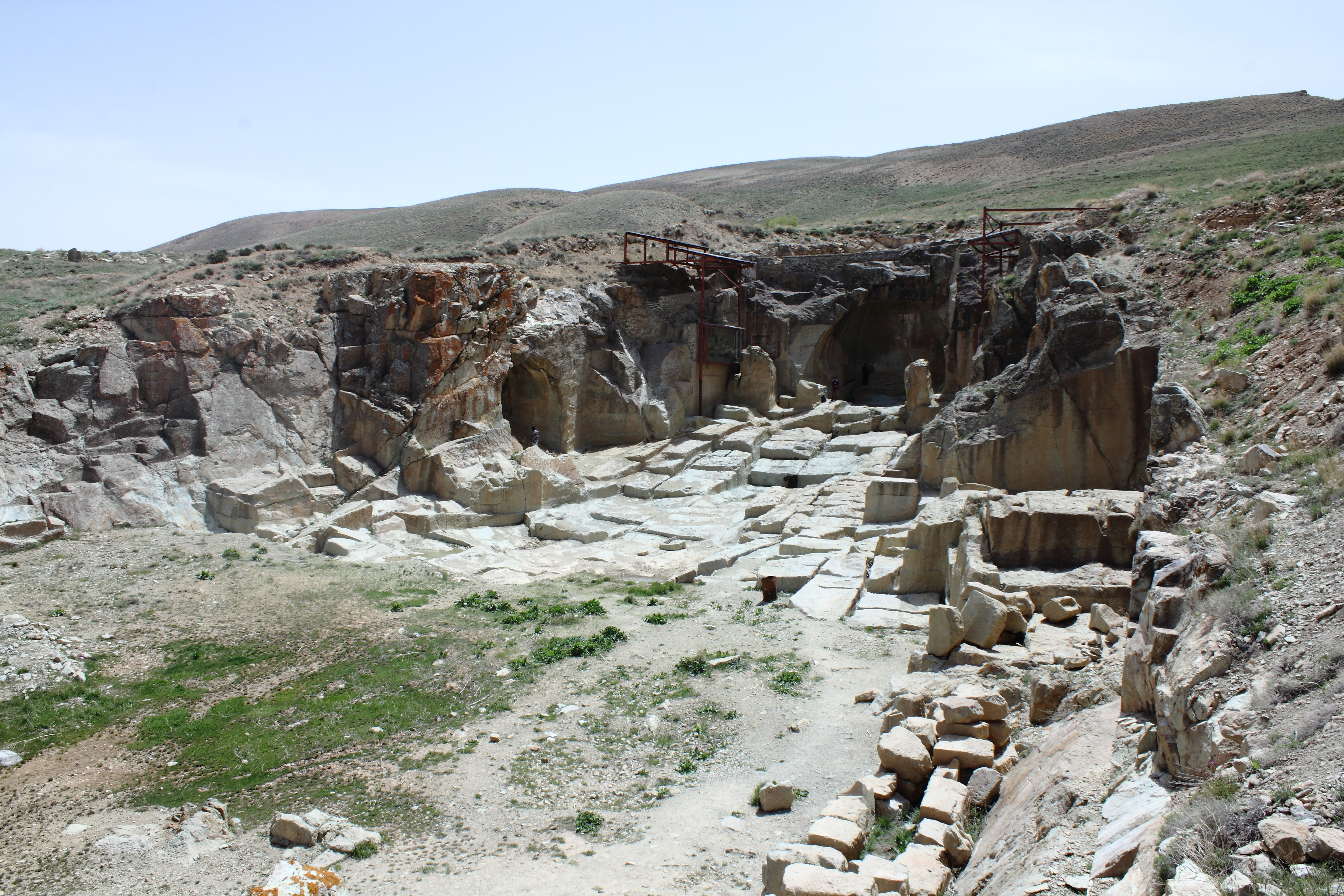
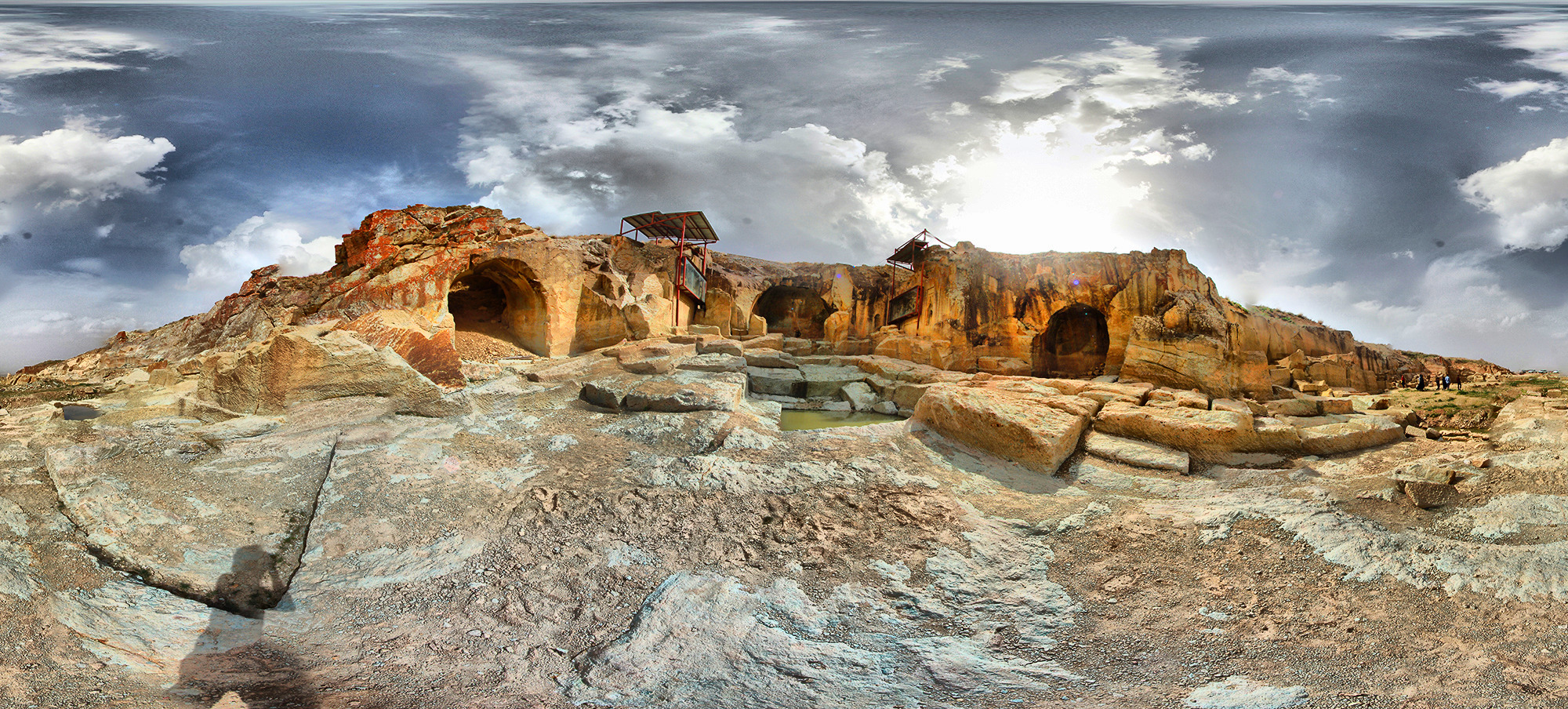
全景之一
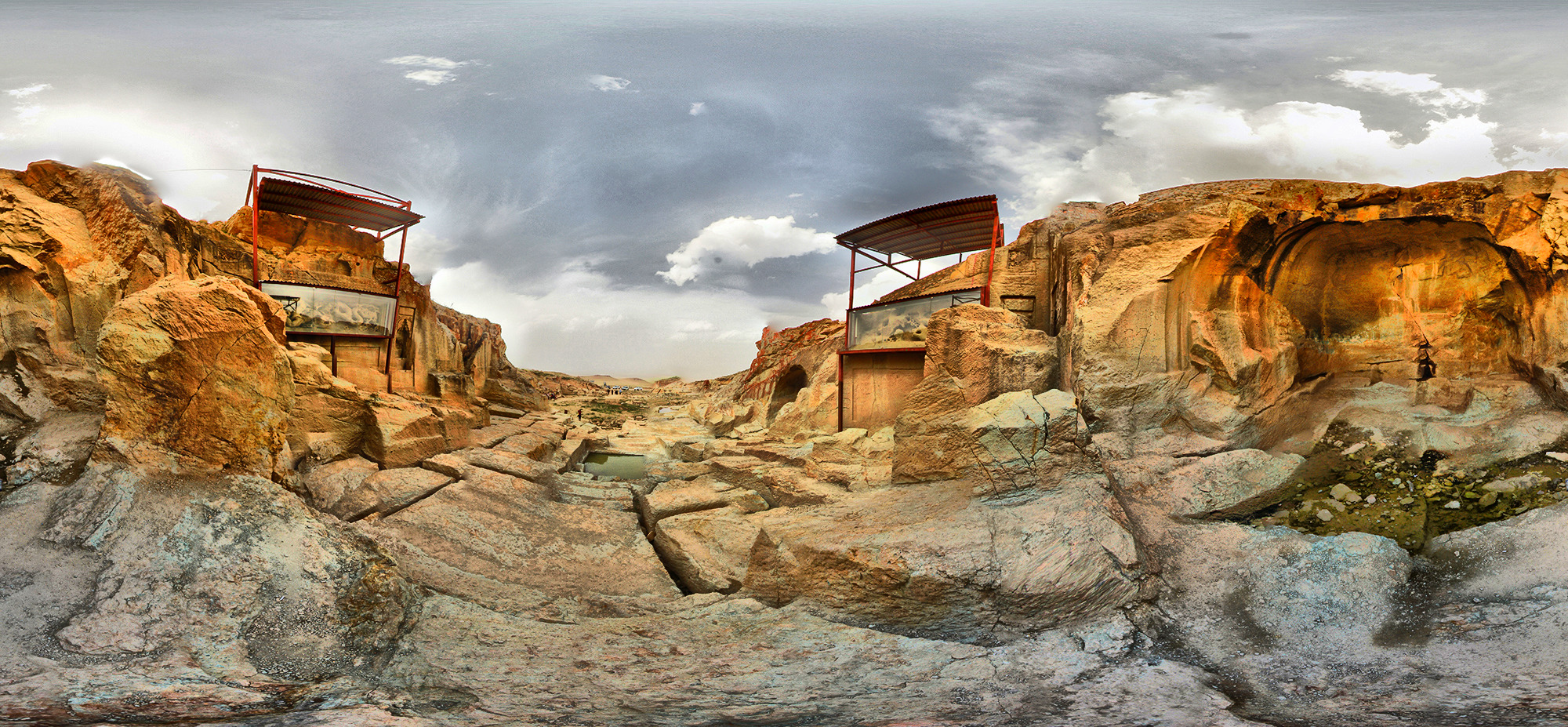
全景之二
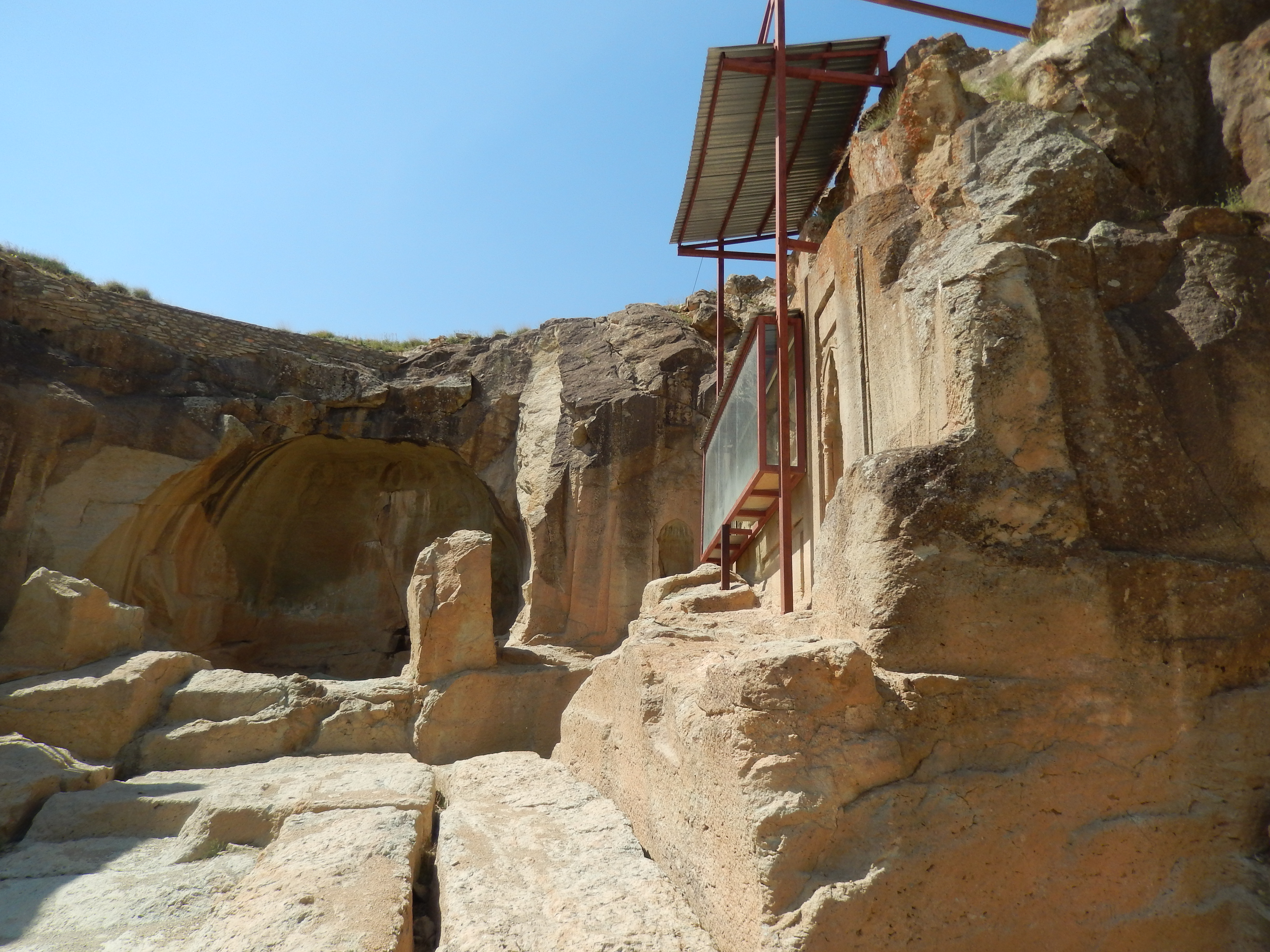
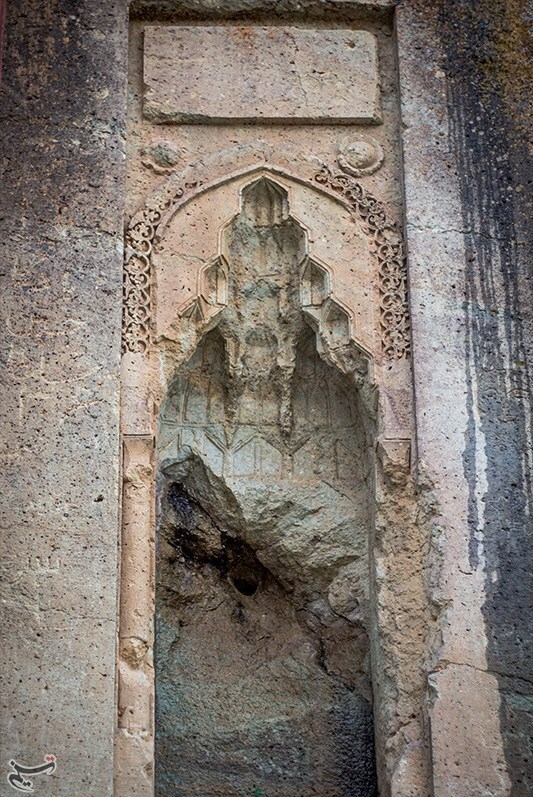
米哈拉布细部
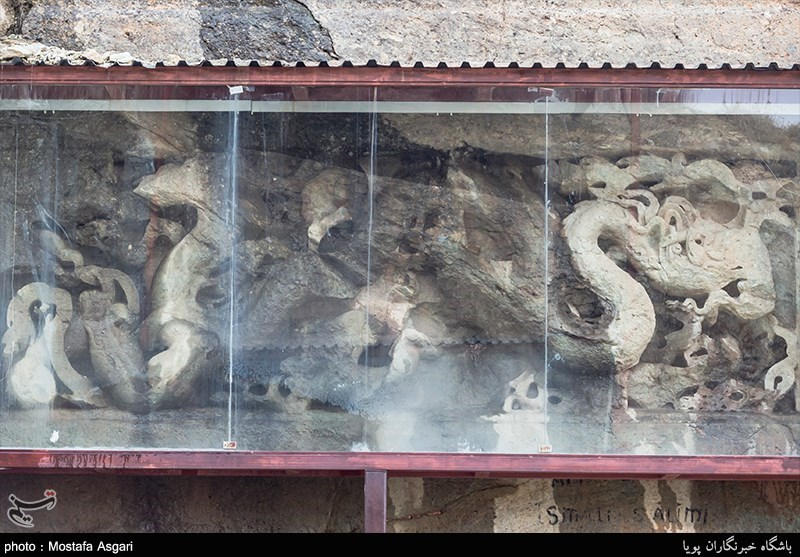
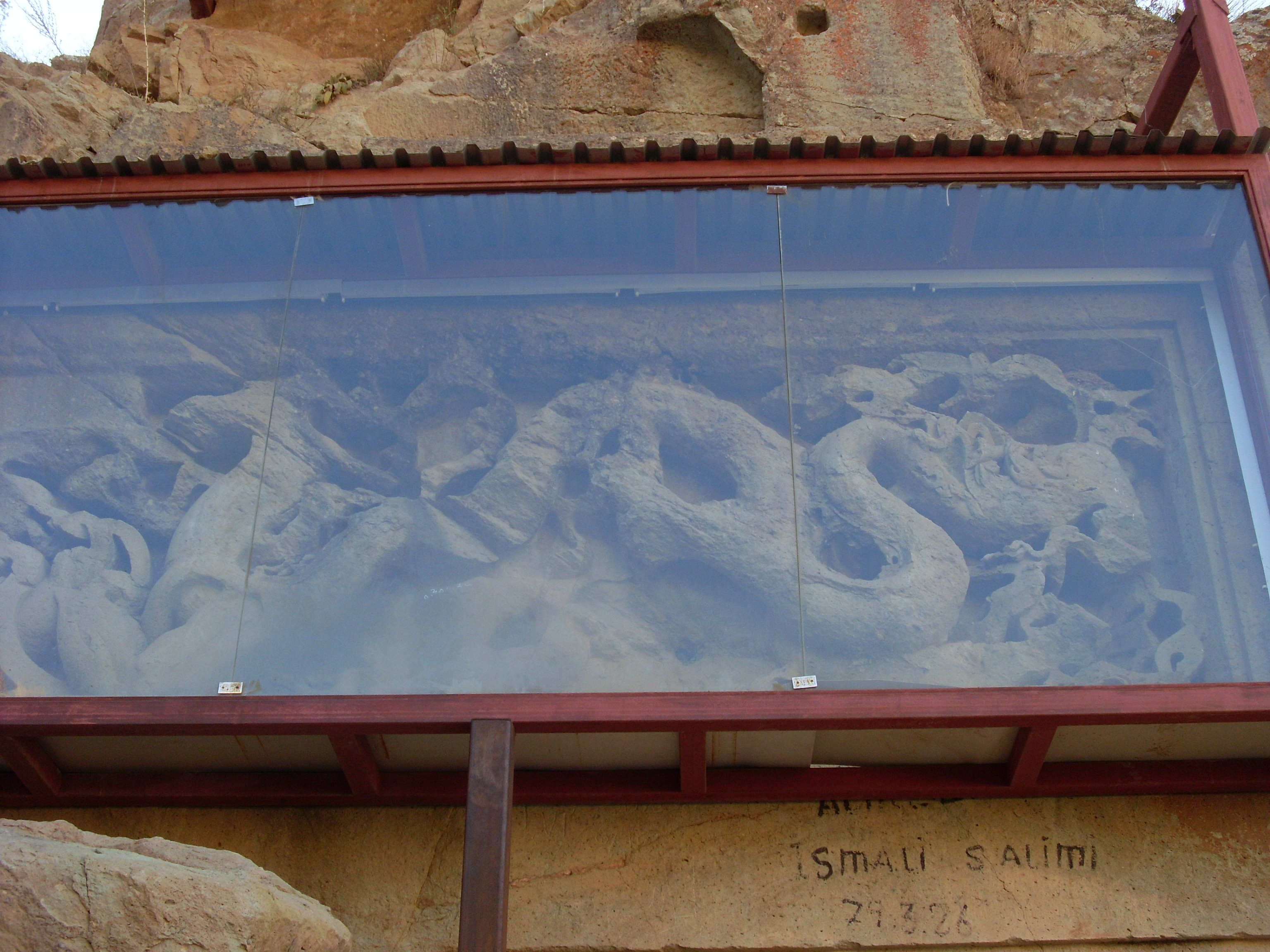
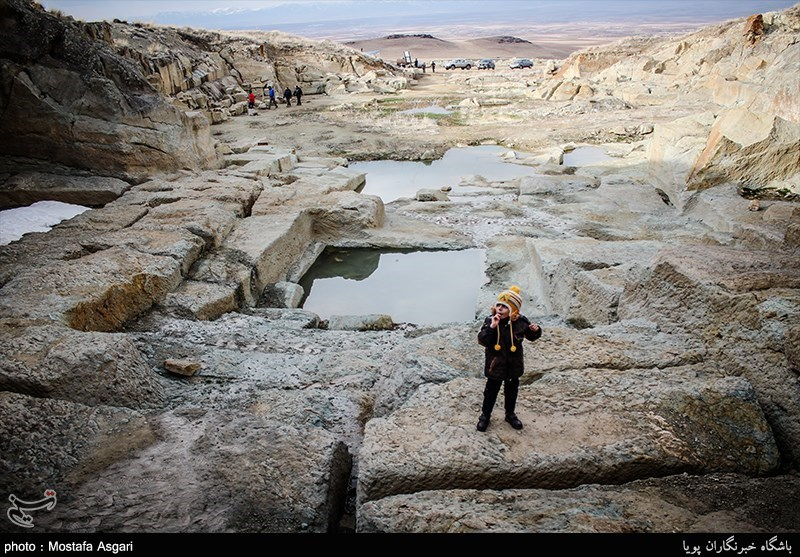
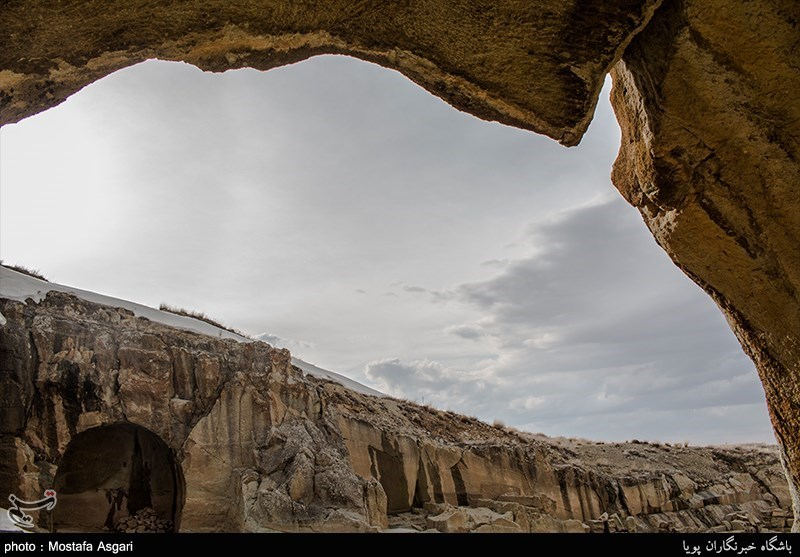
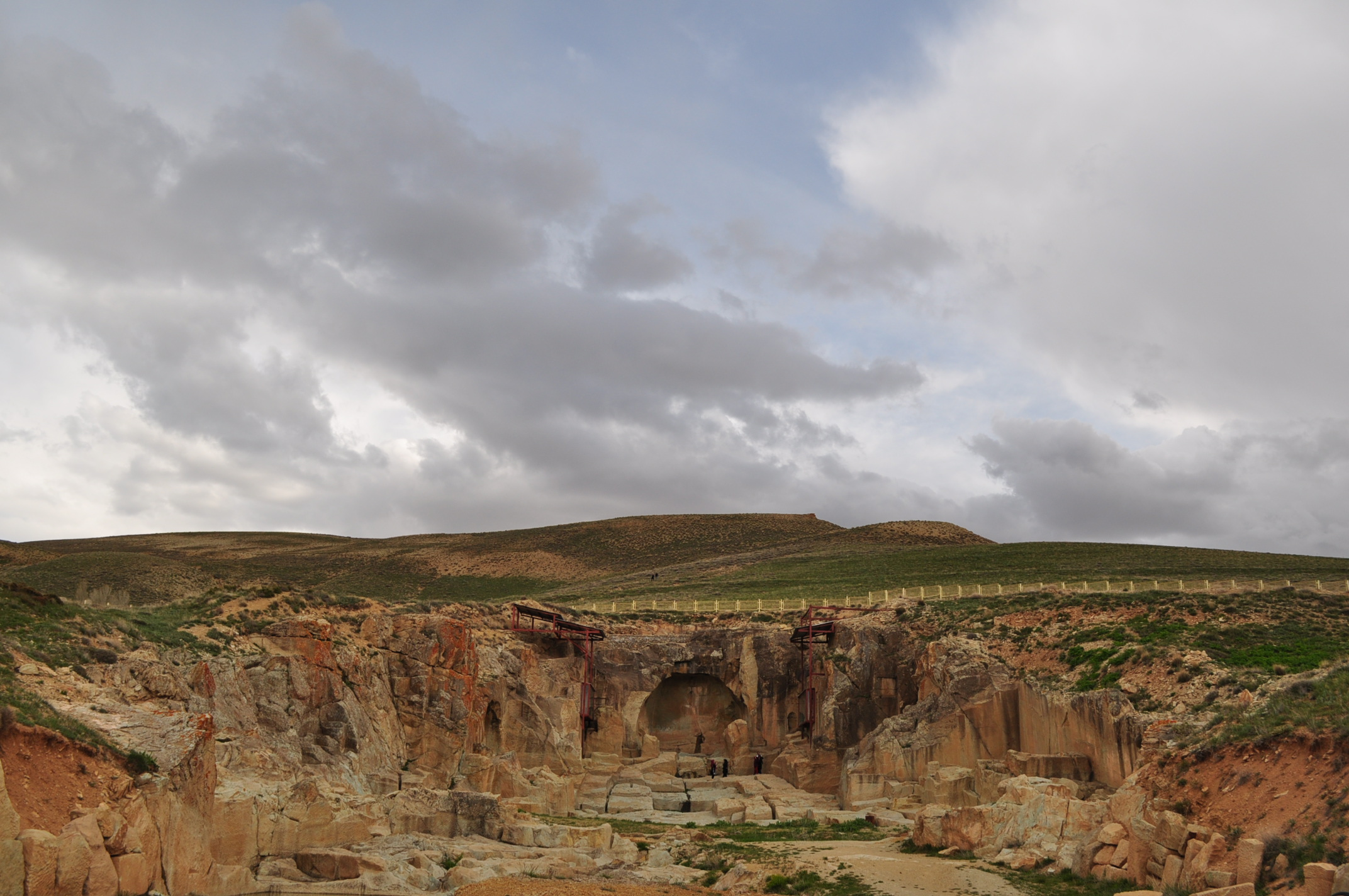
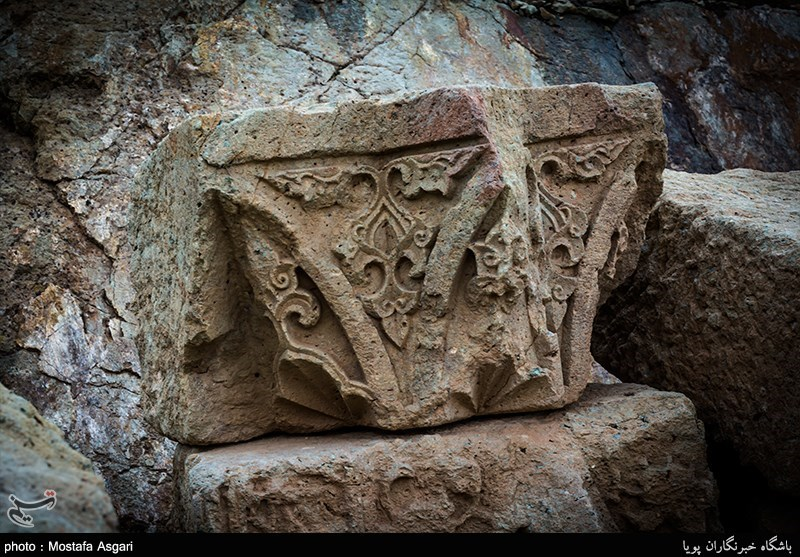
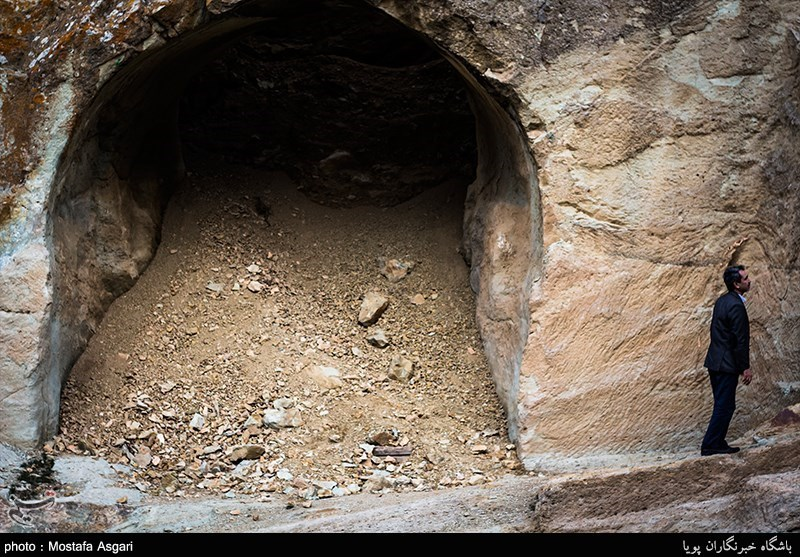
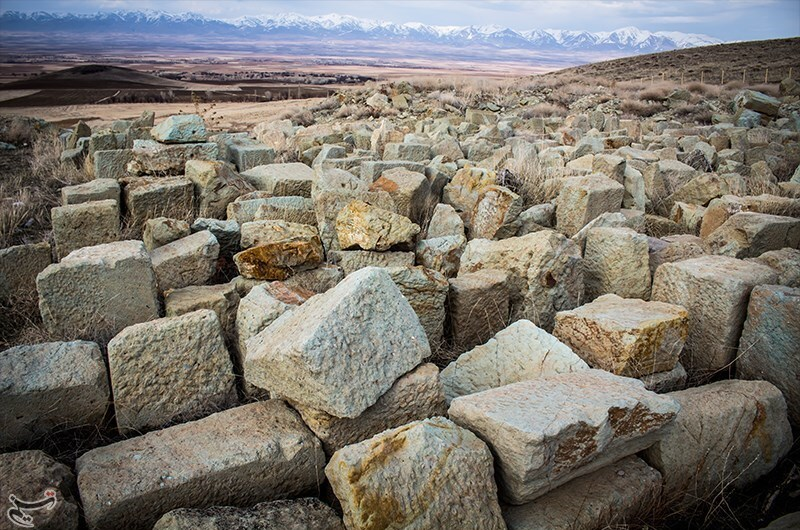
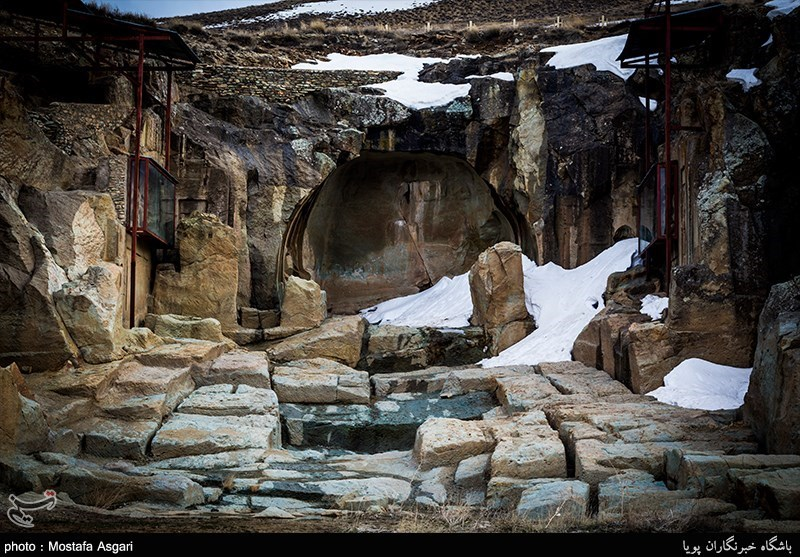
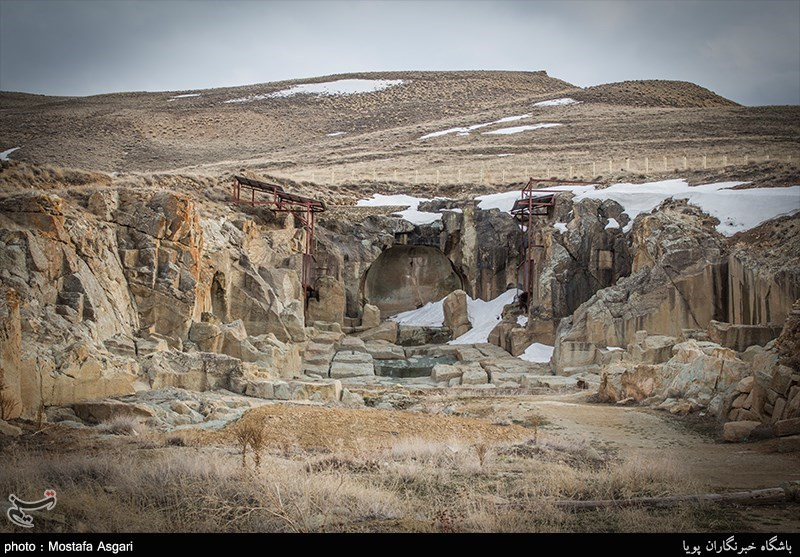